# Залив Зноя
Зали́в Зно́я (лат. Sinus Aestuum) — залив в лунном Море Островов, располагается в центральной части видимого диска Луны. К северу от залива находятся лунные Апеннины и кратер Эратосфен.
Селенографические координаты 12°11′ с. ш. 6°37′ з. д. / 12,19° с. ш. 6,62° з. д., диаметр около 317 км.